# 氯化胆碱
氯化胆碱是一种季铵盐和醇，化学式为[(CH3)3NCH2CH2OH]Cl。它是一种白色，且可溶于水的盐，主要用于动物饲料中。

## 合成
在实验室中，氯化胆碱可以通过二甲基乙醇胺和氯甲烷的甲基化反应而成。工业上，则是通过环氧乙烷、氯化氢和三甲胺，或其预成盐反应而成：
氯化胆碱已经实现批量生产。据1999年的数据估计，全球产量大约为16万吨。

## 应用
氯化胆碱是一种重要的饲料添加剂，尤其用于鸡饲料中，以促进其生长发育。它和尿素、乙二醇、甘油及其他多种化合物形成深共晶溶剂。
氯化胆碱还可以作为水力压裂所用液体的粘土控制添加剂。